# Ligue Magnus

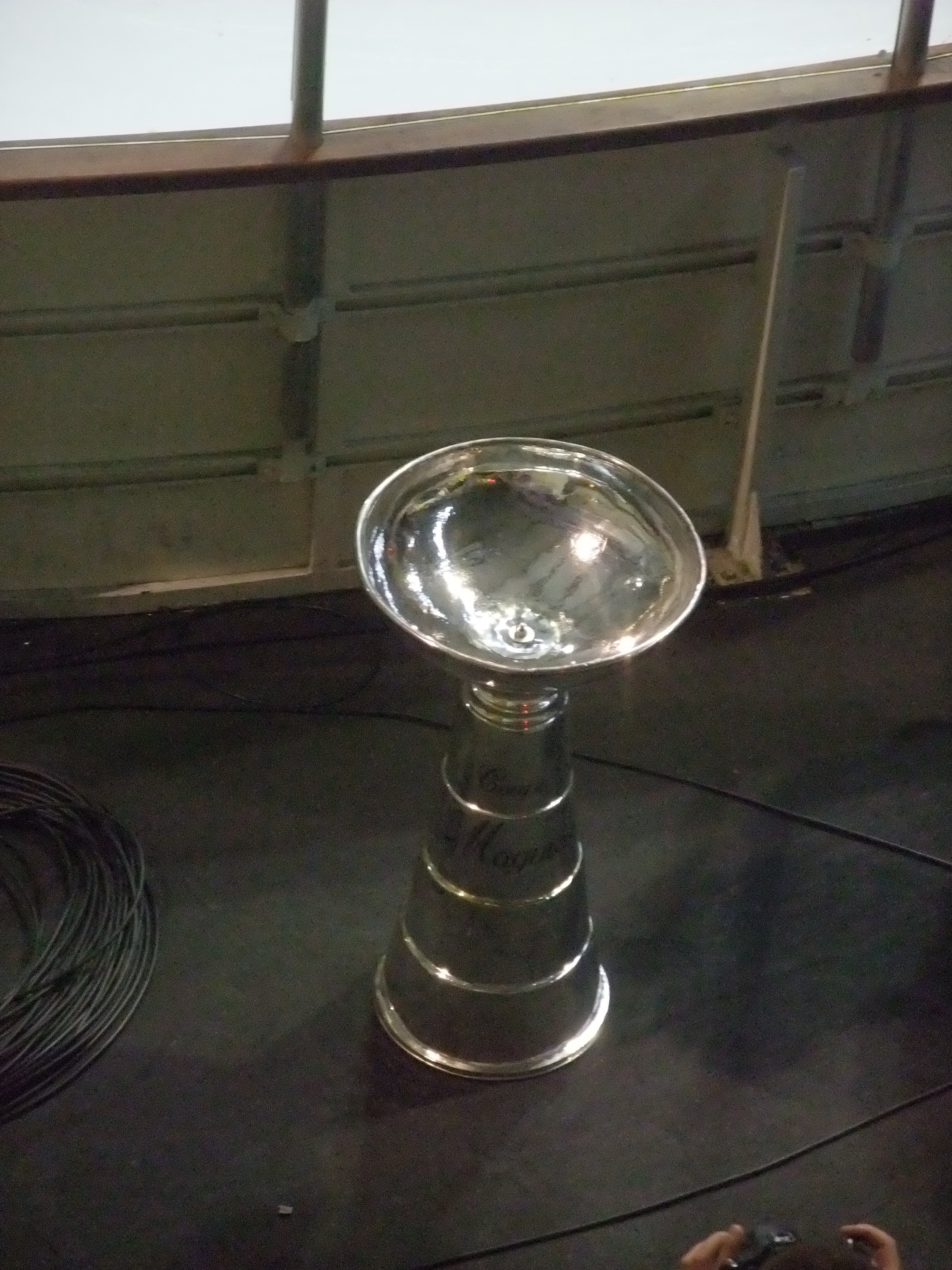
Magnus Cup-bucklan som den ser ut idag

Ligue Magnus är Frankrikes högsta division i ishockey. Den styrs av det franska ishockeyförbundet. Det franska mästerskapet i ishockey har spelats sedan 1903, och vinnaren av slutspelet tilldelas sedan år 2004 Magnus Cup.

## Deltagande lag Ligue Magnus säsongen 2024/2025
- Gothiques d'Amiens
- Ducs d'Angers
- Anglet Hormadi
- Boxers de Bordeaux
- Diables Rouges de Briançon
- Jokers de Cergy-Pontoise
- Pionniers de Chamonix Mont-Blanc
- Rapaces de Gap
- Brûleurs de loups de Grenoble
- Aigles de Nice
- Dragons de Rouen
- Scorpions de Mulhouse

## Historik

### Namn
- 1903–1930: Franska mästerskapet
- 1930–1972: 1re série
- 1972–1976: Inget spel
- 1976–1985: Nationale A
- 1985–1990: Nationale 1A
- 1990–1991: Ligue Nationale
- 1991–1992: Élite Ligue
- 1992–1994: Nationale 1
- 1994–1996: Élite Ligue
- 1996–1997: Nationale 1A
- 1997–2002: Élite Ligue
- 2002–2004: Super 16
- sedan 2004: Ligue Magnus

## Franska mästare
- 1904 – Patineurs de Paris
- 1905 – Patineurs de Paris
- 1906 – Patineurs de Paris
- 1907 – SC Lyon
- 1908 – Patineurs de Paris
- 1912 – Patineurs de Paris
- 1913 – Patineurs de Paris
- 1914 – Patineurs de Paris
- 1920 – Skating Club Paris
- 1921 – Sports d’Hiver Paris
- 1922 – Sports d’Hiver Paris
- 1923 – Chamonix Hockey Club
- 1925 – Chamonix Hockey Club
- 1926 – Chamonix Hockey Club
- 1927 – Chamonix Hockey Club
- 1929 – Chamonix Hockey Club
- 1930 – Chamonix Hockey Club
- 1931 – Chamonix Hockey Club
- 1932 – Stade Français Paris
- 1933 – Stade Français Paris
- 1934 – Rapides de Paris
- 1935 – Stade Français Paris
- 1936 – Français Volants
- 1937 – Français Volants
- 1938 – Français Volants
- 1939 – Chamonix Hockey Club
- 1942 – Chamonix Hockey Club
- 1944 – Chamonix Hockey Club
- 1946 – Chamonix Hockey Club
- 1949 – Chamonix Hockey Club
- 1950 – Racing Club de Paris
- 1951 – Racing Club de Paris
- 1952 – Chamonix Hockey Club
- 1953 – Paris Université Club
- 1954 – Chamonix Hockey Club
- 1955 – Chamonix Hockey Club
- 1956 – CP Lyon
- 1957 – ACBB Paris
- 1958 – Chamonix Hockey Club
- 1959 – Chamonix Hockey Club
- 1960 – ACBB Paris
- 1961 – Chamonix Hockey Club
- 1962 – ACBB Paris
- 1963 – Chamonix Hockey Club
- 1964 – Chamonix Hockey Club
- 1965 – Chamonix Hockey Club
- 1966 – Chamonix Hockey Club
- 1967 – Chamonix Hockey Club
- 1968 – Chamonix Hockey Club
- 1969 – Sporting Hockey Club de Saint Gervais
- 1970 – Chamonix Hockey Club
- 1971 – Chamonix Hockey Club
- 1972 – Chamonix Hockey Club
- 1973 – Chamonix Hockey Club
- 1974 – Saint-Gervais
- 1975 – Saint-Gervais
- 1976 – Chamonix Hockey Club
- 1977 – Rapaces de Gap
- 1978 – Rapaces de Gap
- 1979 – Chamonix Hockey Club
- 1980 – ASG Tours
- 1981 – Brûleurs de Loups de Grenoble
- 1982 – Brûleurs de Loups de Grenoble
- 1983 – Saint-Gervais
- 1984 – Boucs de Megève
- 1985 – Saint-Gervais
- 1986 – Saint-Gervais
- 1987 – Mont-Blanc HC
- 1988 – Mont-Blanc HC
- 1989 – Français Volants
- 1990 – Rouen Hockey Élite 76
- 1991 – Brûleurs de Loups de Grenoble
- 1992 – Rouen Hockey Élite 76
- 1993 – Rouen Hockey Élite 76
- 1994 – Rouen Hockey Élite 76
- 1995 – Rouen Hockey Élite 76
- 1996 – Albatros de Brest
- 1997 – Albatros de Brest
- 1998 – Brûleurs de Loups de Grenoble
- 1999 – HC Amiens Somme
- 2000 – Reims Champagne hockey 2
- 2001 – Rouen Hockey Élite 76
- 2002 – Reims Champagne hockey 2
- 2003 – Rouen Hockey Élite 76
- 2004 – HC Amiens Somme
- 2005 – HC Mulhouse
- 2006 – Rouen Hockey Élite 76
- 2007 – Brûleurs de Loups de Grenoble
- 2008 – Rouen Hockey Élite 76
- 2009 – Brûleurs de Loups de Grenoble
- 2010 – Rouen Hockey Élite 76
- 2011 – Rouen Hockey Élite 76
- 2012 – Rouen Hockey Élite 76
- 2013 – Rouen Hockey Élite 76
- 2014 – Briançon
- 2015 – Rapaces de Gap
- 2016 – Rouen
- 2017 – Gap
- 2018 – Rouen
- 2019 – Grenoble
- 2020 – ingen mästare[a]
- 2021 – Rouen[b]
- 2022 – Grenoble
- 2023 – Rouen
- 2024 – Rouen
- 2025 – Grenoble